# Помолвочное кольцо
Помолвочное кольцо — кольцо, которое преподносится партнером в качестве подарка на помолвку своему потенциальному супругу. Принятие кольца представляет собой согласие на будущий брак.
Смысловое разделение между кольцами помолвочными и обручальными кольцами, которые супруги носят во время брака, произошло в Англии во время Реформации, откуда традиция распространилась по миру. Хотя традиции могут отличаться, в большинстве стран помолвочное кольцо носит женщина.  Во время церемонии бракосочетания его снимают, а новобрачные обмениваются уже обручальными кольцами. После свадьбы невеста может надеть помолвочное кольцо снова, если захочет.

## История

### Истоки традиции
Хотя изобретение обручальных и помолвочных колец приписывают древним египтянам и грекам, достоверно историю появления обеих традиций можно проследить достоверно со времени Древнего Рима.
Изначально римские граждане носили кольца исключительно из железа. В последующие годы сенаторам, давали золотые кольца с печатью для официального использования за границей. Позже привилегия ношения золотых колец была распространена и на других государственных чиновников, а затем, на всех свободнорожденных. В итоге у состоятельных римлян появилась традиция носить дома железные кольца, а в общественных местах золотые. Девушка или женщина при заключении брака могла получить два кольца в качестве подарка: одно железное (для носки дома), другое золотое (для носки на улице).

### В Средние века и Новое время
Христианские государства, возникшие на месте Римской империи, заимствовал традицию колец как символа заключения брака.
Правовой кодекс вестготов, известный как Вестготская правда, середины VII века требовал, чтобы, когда церемония помолвки была проведена, кольцо было передано или принято в качестве залога, чтобы обещание брака не было нарушенным.
В 860 году папа римский Николай I написал письмо князю болгарскому Борису I в ответ на вопросы об особенностях западно-христианской традиции. Папа Николай описывал, в том числе, что мужчина дарит своей невесте кольцо вместе с помолвкой.
Первое хорошо задокументированное использование кольца с бриллиантом для обозначения помолвки было совершено эрцгерцогом Австрийским Максимилианом I при императорском дворе Вены в 1477 году после его помолвки с Марией Бургундской. Это побудило представителей высокого социального класса и обладателей значительного богатства дарить кольца с бриллиантами своим близким.

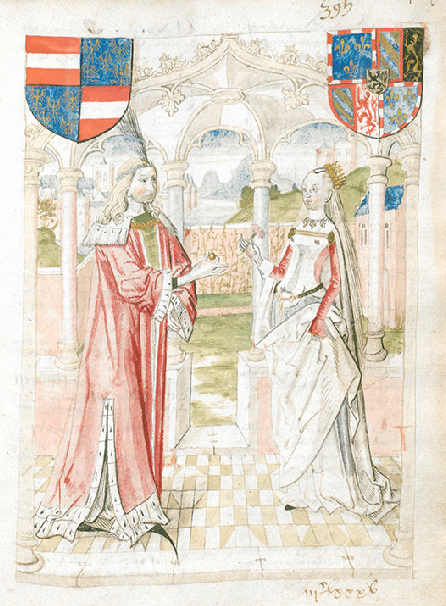
Максимилиан предлагает помолвочное кольцо Марии Бургундской. Миниатюра

О средневековой православной традиции обмена кольцами мы можем читать, например, у византийского религиозного деятеля Симеона Солунского. Согласно его описанию типичной свадьбы, священник сначала освещал и клал на алтарь два кольца: железное, как символ мужской силы, и золотое, как символ женской чистоты. Благословив новобрачных и произнеся молитву, он давал женщине железное кольцо как дар от мужчины, а мужчине золотое кольцо как дар от женщины. Затем, менял их трижды, в поклонение Святой Троице.
Согласно гебраисту 16-17 века Иоганну I Буксторфу, немецкие евреи надевали обручальное кольцо не на безымянный палец, а на указательный. Обращённый в католичество раввин Виктор фон Карбен также писал о поверии, по которому ни в коем случае нельзя было надевать кольцо на средний палец, так как именно на него надевал кольцо Иосиф, когда обручил Марию.

### В 20 веке
Во время Великой депрессии цены на алмазы рухнули. Чтобы оправиться от удара, алмазная корпорация De Beers начала массированную маркетинговую кампанию  в США, которая оказала большое влияние на помолвочные кольца. Рекламная кампания внушала идею о том, что мужчина должен тратить значительную часть своего дохода на помолвку. В 1930-х годах реклама предлагала мужчине тратить на кольцо сумму, эквивалентную месячному доходу. Кампания привела к тому, что в кольцах стали часто использоваться бриллианты, а цена на них выросла.

## Стилевые особенности
Помолвочные кольца, как и любые другие украшения, бывают разных стилей. Чаще их делают из золота или платины, но также используются титан, серебро, нержавеющая сталь. С середины 20 века в помолвочных кольцах широко используются бриллианты.